# Штурм Зимнего дворца
Штурм Зи́мнего дворца́ — в советской историографии одно из ключевых событий Октябрьской революции — взятие красногвардейцами («красными») под командованием Военно-Революционного Комитета (ВРК) в ночь с 25 на 26 октября 1917 года резиденции Временного правительства, располагавшейся в Зимнем дворце в Петрограде, в результате которого Временное правительство было низложено и арестовано, а власть передана Всероссийскому съезду советов. Штурм был осуществлён без существенных боевых действий, но под угрозой применения силы оружия.

## Предыстория
С июля 1917 года Зимний дворец стал резиденцией Временного правительства, заседания которого проходили в Малахитовом зале. Там же, во дворце, с 1915 года располагался госпиталь для тяжелораненых.

## Накануне
12 (25) октября Петроградский совет рабочих и солдатских депутатов создал Военно-Революционного Комитет (ВРК) для подготовки и руководства  Октябрьским вооружённым восстанием в Петрограде. В соответствии с утверждённым Петросоветом 12 (25) октября Положением о ВРК в его состав вошли представители ЦК, и петроградских и военных партийных организаций партий левых эсеров и большевиков, делегаты президиума и солдатской секции Петросовета, представители штаба Красной гвардии, Центробалта и Центрофлота, фабзавкомов и т. д. Положение о ВРК также провозгласило, что этому органу подчиняются все представители большевиков и левых эсеров, все красногвардейцы, солдаты Петроградского гарнизона и матросы Балтийского флота.
В условиях открыто подготавливаемого и уже начинавшегося восстания Штаб Временного правительства не вывел на защиту правительства ни одной солдатской воинской части, не была проведена подготовительная работа и с юнкерами в военных училищах, поэтому их оказалось ничтожно мало на Дворцовой площади 25 октября, и было бы ещё меньше, если бы юнкера не приходили самостоятельно. То, что в антисоветском юнкерском выступлении 29 октября участвовали именно юнкера, не принимавшие участие в защите Зимнего дворца 25 октября, говорит о полнейшей дезорганизации в деле обороны Временного правительства. Единственной воинской частью Петроградского гарнизона, принесшей присягу Временному правительству, были казаки. На них и возлагались основные надежды в дни смуты. 17 октября 1917 года главу Временного правительства А. Ф. Керенского посетили делегаты Донского казачьего Войскового Круга, отмечавшие недоверие казаков к правительству и требовавшие, чтобы правительство восстановило А. М. Каледина в правах командующего войском и открыто признало перед Доном свою ошибку. Керенский признал эпизод с Калединым печальным недоразумением и обещал в ближайшие дни сделать официальное заявление, дезавуирующее эпизод, однако своё слово не сдержал и никакого официального разъяснения своевременно не последовало. И только 23 октября Чрезвычайная следственная комиссия вынесла постановление о непричастности генерала Каледина к корниловскому «мятежу». К наступающим событиям в целом петроградские казаки отнеслись пассивно: даже в критический момент ночью с 24 на 25 октября, несмотря на повторные приказания штаба, казаки не выступили, не получив лично от Керенского гарантий о том, что «на этот раз казачья кровь не прольется даром, как это было в июле, когда не были приняты против большевиков достаточно энергичные меры». Казаки были готовы выступить на помощь Временному правительству при условии, что полки будут обеспечены пулемётами, каждому полку, организованному из сотен, распределённых по заводам, будут приданы броневики и вместе с казаками выступят пехотные части. На основании этого соглашения к Зимнему были отправлены 2 сотни казаков и пулемётная команда 14-го полка. Остальные полки должны были присоединиться к ним по мере выполнения Временным правительством требований казаков, гарантирующих, по их мнению, что их напрасные июльские жертвы не повторятся. В связи с невыполнением предложенных казачьими полками условий, в дневном заседании Совета казачьих войск с представителями полков было принято решение отозвать отправленные ранее 2 сотни и никакого участия в подавлении восстания большевиков не принимать. По мнению историка революции С. П. Мельгунова, октябрьский отказ казачества от подавления восстания большевиков стал большой трагедией для России.
Утром 25 октября (7 ноября) небольшие отряды красных начинают занимать главные объекты города: телеграфное агентство, вокзалы, главную электростанцию, продовольственные склады, государственный банк и телефонную станцию. Эти «военные операции» походили на «смену караула», так как никакого сопротивления приходившим и занимавшим то или иное учреждение комиссарам ВРК не оказывалось. К этому моменту Временное правительство оказалось практически без защитников: оно располагало лишь отрядом солдат-инвалидов, юнкерами и ударницами 1- го Петроградского женского батальона смерти.
При полном отсутствии каких бы то ни было сил у правительства красные также действовали, вопреки позднейшим победным реляциям, нерешительно: они не решались идти на штурм Зимнего, так как ни рабочие, ни гарнизон Петрограда в целом участия в восстании не принимали, а наличествовавшие на бумаге «десятки тысяч» «красной гвардии» (в одном только Выборгском районе числилось 10 тыс. красногвардейцев) на деле с ВРК не выступили. Огромный Путиловский завод, якобы имевший 1500 организованных красногвардейцев, также выставил для участия в восстании лишь отряд в 80 человек.
К середине дня большая часть ключевых объектов была занята патрулями красных без сопротивления патрулей Временного правительства. Глава Временного правительства А. Ф. Керенский около 11 часов на автомобиле покинул Петроград, не оставив никаких инструкций правительству. Особоуполномоченным по водворению порядка в Петрограде был назначен штатский министр Н. М. Кишкин. Разумеется, де-факто его «генерал-губернаторские» полномочия ограничивались только самозащитой в Зимнем дворце. Убедившись в отсутствии желания действовать у начальства округа, Кишкин отрешает от должности Г. П. Полковникова и вручает функции командующего войсками генералу Я. Г. Багратуни. В день 25 октября Кишкин и его подчинённые действовали достаточно смело и распорядительно, однако даже энергичному и обладавшему организаторскими способностями Кишкину не под силу было сделать много всего за несколько часов, оставшихся в его распоряжении.
Позиция, занятая правительством, была достаточно нелепой и безнадежной: отсиживаясь в Зимнем дворце, где шли заседания, члены правительства ждали прибытия войск с фронта. Рассчитывали на ненадежность и деморализованность выведенных ВРК отрядов, надеясь на то, что «такое войско разбежится и сдастся при первом холостом выстреле». Также ничего не было сделано правительством для защиты своей последней цитадели — Зимнего дворца: не было добыто ни боеприпасов, ни продовольствия. Вызванных днём к резиденции правительства юнкеров не смогли даже накормить обедом.
В первой половине дня к охранявшим Зимний юнкерам Петергофской и Ораниенбаумской школ присоединяются ударницы женского батальона, отряд казаков с пулемётами, батарея Михайловского артиллерийского училища, школа инженерных прапорщиков, а также некоторое количество добровольцев. Поэтому в первой половине дня членами правительства, скорее всего, трагичность их положения не ощущалась: около Зимнего собралась некоторая военная сила, возможно, достаточная для того, чтобы продержаться до момента прибытия войск с фронта. Пассивность атакующих также усыпляла бдительность Временного правительства. Вся деятельность правительства свелась к обращению к населению и к гарнизону с рядом запоздалых и потому бесполезных воззваний.

### Уход части защитников Зимнего дворца
К вечеру 25 октября ряды защитников Зимнего дворца сильно поредели: уходили изголодавшиеся, обманутые, упавшие духом. Ушли и те немногие казаки, что были в Зимнем, смущенные тем обстоятельством, что вся пехота правительства оказалась «бабами с ружьями». К вечеру покинула резиденцию правительства и артиллерия: ушли по приказу своего начальника юнкера Михайловского артиллерийского училища, правда небольшая часть из них ослушалась приказа и осталась. В действительности артиллерию увели путём обмана при помощи политического комиссара училища. Ушла также и часть юнкеров Ораниенбаумской школы.
Броневики Временного правительства были вынуждены уйти с площади Зимнего дворца из-за отсутствия бензина.

### Вечер 25 октября
К вечеру стали учащаться редкие до того одиночные выстрелы. Охрана отвечала выстрелами в воздух на выстрелы в тех случаях, когда к дворцу приближались толпы красногвадейцев, и первое время этого хватало.
В 18 часов 30 минут в штаб осажденных прибыли самокатчики из Петропавловской крепости с ультиматумом от В. А. Антонова-Овсеенко о сдаче Временного правительства и разоружении всех его защитников. В случае отказа красные угрожали обстрелом со стоящих на Неве военных кораблей и из орудия Петропавловской крепости. Правительством было решено в переговоры с ВРК не вступать.
Наконец, начав осознавать степень критичности своего положения, министры решили обратиться за моральной поддержкой в Городскую думу и начали искать при посредстве телефона какую-либо физическую подмогу. Кто-то даже пошёл в Городскую думу и обошёл её фракции со словами о том, что наступает трагическая развязка, что нужно выступить на защиту правительства и призвать также население. Но никакой помощи не пришло.
Единственную реальную попытку помочь Временному правительству предпринял Б. В. Савинков, и связана она была с именем генерала М. В. Алексеева. Разыскал бывшего Верховного главнокомандующего Савинков только ночью с 25-го на 26-е число. Обсуждалась возможность собрать хотя бы небольшую вооружённую силу, чтобы дать бой большевикам. По словам Савинкова, генерал даже набросал план предстоящих военных действий, которые, однако, осуществить не успели.
Наконец, в Зимнем стали предпринимать какие-то реальные шаги к собственной самозащите, чтобы продержаться до подхода войск с фронта, ожидавшихся к утру. Все силы были стянуты непосредственно ко дворцу, штаб был оставлен красным. Генерал Багратуни отказался нести обязанности командующего и покинул Зимний дворец, затем был арестован матросами и остался жив благодаря случайности. Начальником обороны становится подполковник Ананьин, руководитель школы инженерных прапорщиков, которой и суждено было стать основной организованной силой, опорой осажденного правительства. Распределяются функции защитников на случай штурма, расставлены брошенные ушедшими казаками пулемёты.
Весьма показательным и характеризующим положение является эпизод с прибытием около 20:00 в приведённый уже в боевое состояние в ожидании атаки Зимний дворец одного из руководителей осады — комиссара ВРК Г. И. Чудновского по приглашению делегата Ораниенбаумской школы юнкера Киселева для переговоров о «сдаче». Чудновский вместе с Киселевым были тотчас арестованы по приказу Пальчинского, однако позднее по просьбам гарантировавших своим «честным словом» Чудновскому неприкосновенность юнкеров, отпущены. С ними ушла ещё одна группа не желавших больше сражаться юнкеров.
В 21 час Временное правительство обратилось к стране с радиотелеграммой:

Петроградский Совет р. и с. д. объявил Временное правительство низложенным и потребовал передачи ему власти под угрозой бомбардировок Зимнего дворца из пушек Петропавловской крепости и крейсера «Аврора», стоящего на Неве. Правительство может передать власть лишь Учредительному Собранию, а потому постановило не сдаваться и отдать себя под защиту народа и армии, о чём послана телеграмма в Ставку. Ставка ответила о посылке отряда. Пусть народ и страна ответят на безумную попытку большевиков поднять восстание в тылу борющейся армии.

## Штурм
Штурмовать Зимний дворец красные решились лишь после прибытия им на помощь из Кронштадта уже испытанных в Июльские дни и составлявших 25 октября в Петрограде реальную силу нескольких тысяч матросов Балтийского флота из Гельсингфорса и кронштадтцев. Несмотря на то, что Ленин требовал вывода всего флота, считая, что революции в Петрограде угрожает бо́льшая опасность, нежели со стороны Балтийского моря, сами матросы, в нарушение требований Ленина, не захотели оголять внешний фронт немцам.
В то же время о силах, охранявших Зимний дворец известно, что на момент штурма они составляли примерно 137 ударниц 1-го Петроградского женского батальона смерти (2-я рота), 2−3 роты юнкеров и 40 инвалидов Георгиевских кавалеров, возглавляемых капитаном на протезах.
К вечеру в руках Временного правительства фактически остался только Зимний дворец, который охранял небольшой отряд юнкеров и небольшая часть 1-го Петроградского женского батальона смерти. Основную часть женского батальона отправили обратно в место дислокации в Левашово за городом (в других источниках содержатся возможно преувеличенные данные о гибели женского батальона в бою, как сообщала газета «Вятская мысль», батальон «пал в бою с бандою большевиков, защищая Зимний дворец»). Начальником обороны Зимнего был назначен П. И. Пальчинский, заместитель Кишкина. Другой ключевой фигурой был заместитель Кишкина Пётр Рутенберг.

### Первое наступление на Зимний дворец
Практически одновременно с последним воззванием правительства к России, в 21 час, после холостого сигнального выстрела из Петропавловской крепости, началось наступление красных на Зимний дворец (В 21:40 по приказу комиссара А. В. Белышева комендором Е. Огневым из бакового (то есть расположенного на баке — носовой оконечности палубы) орудия «Авроры» был произведён один холостой выстрел. По версии ряда советских источников, он послужил сигналом для начала штурма Зимнего дворца. Первая атака представляла собой ружейный и пулемётный при участии броневиков обстрел дворца, сопровождавшийся ответным огнём защитников дворца, и длилась около часа. По итогам атаки Пальчинский отмечает в своей записной книжке, что сил для защиты вполне достаточно, однако трагично отсутствие командного состава — среди защитников Временного правительства присутствовало всего 5 офицеров. Тут же исполком почтово-телеграфного союза рассылает сообщение:

Первое нападение на Зимний дворец в 10 часов веч. отбито
Одновременно Правительство доводило «до сведения»:

Положение признается благоприятным… Дворец обстреливается, но только ружейным огнём без всяких результатов. Выяснено, что противник слаб.
Слова самого Антонова-Овсеенко дают приблизительно такую же оценку:

Беспорядочные толпы матросов, солдат, красногвардейцев то наплывают к воротам дворца, то отхлынывают
Первая атака красных с 21:00 до 22:00 имела последствием сдачу ударниц женского батальона, по утверждению советских источников, якобы «не выдержавших огня». На самом деле сдача стала результатом неудачной вылазки ударниц для «освобождения генерала Алексеева», которую не смог остановить начальник обороны Зимнего полковник Ананьин. Девушки побежали к арке Главного штаба и попали в руки патруля красных. Ряды защитников поредели окончательно.  
Одновременно с началом штурма Зимнего дворца проходило заседание петроградской Городской Думы, принявшей решение оказать поддержку осаждённому в Зимнем дворце революционному правительству и предпринявшей попытку шествия к Зимнему дворцу с целью помочь министрам Временного правительства.

### Второе наступление на Зимний дворец
В 23 часа красные начали обстреливать Зимний дворец из орудий Петропавловской крепости, сделавших 35 выстрелов боевыми снарядами, из которых только 2 слегка «царапнули» карниз Зимнего дворца. Позднее Троцкий был вынужден признать, что и самые верные из артиллеристов преднамеренно стреляли поверх Зимнего дворца. Когда поднявшие восстание захотели пустить в ход 6-дюймовки крейсера «Аврора», то выяснилось, что в силу своего расположения, крейсер стрелять по Зимнему дворцу не может физически. И дело ограничилось устрашением в виде холостого выстрела.
Есть утверждения, что решающую роль во взятии Зимнего дворца сыграла 106-я пехотная дивизия под командованием Михаила Свечникова, прибывшая в Петроград в день штурма, за несколько часов до подходящих со ставки казачьих частей генерала Духонина, отправленных в Петроград по приказу Керенского. После того, как обороняющиеся отбили три первые атаки, Свечников повел на четвёртый штурм отряд гренадеров (440−450 бойцов 106-й пехотной дивизии, прибывших вместе с ним из Финляндии). Атака проходила со стороны набережной Невы и увенчалась успехом.
Для штурмующих Зимний дворец не мог представлять серьёзного препятствия, так как его обороняли только со стороны фасада, и при этом забыли запереть задние двери со стороны Невы, через которые стали без труда проникать не только матросы с рабочими, но и просто любопытствующие и любители поживиться. Эта случайная оплошность защитников Зимнего дворца была впоследствии использована в большевистской идеологии и подавалась в пропаганде в ложном виде: «обитатели дворцовых подвалов в своей классовой ненависти к эксплуататорам» открыли-де большевикам «тайные» входы, через которые проникли агитаторы ВРК и занялись распропагандированием защитников дворца. «…то были не случайные лазутчики, а, конечно, специальные посланцы ВРК» — иронизирует над приёмами большевистской пропаганды один из исследователей революции 1917 года С. П. Мельгунов.
Парламентёры во главе с Чудновским с новым ультиматумом появляются среди осаждённых. Троцкий вслед за Малянтовичем повторяет об ошибке охраны Зимнего, принявшей за депутацию Думы две сотни врагов, прорвавшихся таким образом в коридоры дворца. По мнению историка революции С. П. Мельгунова, такой ошибки могло и не быть: за парламентёрами, разрушившими своим появлением огненный и штыковой барьер между атаковавшими и защищающимися, хлынула толпа с Дворцовой площади, влилась во двор, и стала распространяться по всем лестницам и коридорам дворца.
В некоторых эпизодах юнкера пытались кое-где оказать сопротивление, однако были быстро задавлены толпой и к ночи сопротивление прекратили.
Начальник обороны Ананьин посылает поручика А. П. Синегуба к правительству с сообщением о вынужденной сдаче Зимнего, а также о том, что юнкерам парламентёрами ВРК обещано сохранение жизни. Во время совещания правительства о капитуляции вплотную к юнкерской охране приближается сопровождавшая Антонова-Овсеенко толпа. Пальчинский вводит в комнату к министрам одного Антонова, выйдя затем к юнкерам с объявлением о принятом решении безусловной сдачи министров, выражающих этим подчинение только силе, и предложением юнкерам поступить аналогично. Однако юнкеров пришлось убеждать.

### Арест министров Временного правительства
Министры Временного правительства были арестованы представителем Петроградского военно-революционного комитета В. А. Антоновым-Овсеенко в 2 часа 10 минут 26 октября 1917 года.
Когда в Зимний дворец ворвалась разношёрстная толпа, возбуждённая боевой обстановкой стрельбы, бомбами и порохом, с присущими такой толпе эксцессами и насилием, министры Временного правительства приняли решение о сдаче .
Кто-то из министров довольно мужественно сказал Антонову-Овсеенко:

Мы не сдались и лишь подчинились силе, и не забывайте, что ваше преступное дело ещё не увенчалось окончательным успехом
Некоторыми из современников поступок остававшихся до конца на своем министров Временного правительства был однако оценен как подвиг: общегородское собрание 350 меньшевиков-оборонцев 27 октября приветствовало «непоколебимое мужество, которое проявили министры Российской Республики, оставшиеся на посту до конца под пушечным обстрелом и тем показавшие высокий пример истинно революционной доблести».

## События из первых уст
Из беседы с министром С. Л. Масловым бывшего в составе Временного Правительства:

...Во вторник (24 октября 1917 г. по ст. ст.) я приехал на обыкновенное заседание Вр. Правительства в Зимний дворец. Присутствовал весь состав. Председательствовал А. Ф. Керенский...
...Во время обсуждения законопроекта А. Ф. Керенскому несколько раз докладывали о подготовляющихся выступлении большевиков. Решено было окончание обсуждения законопроекта отложить и перейти к  рассмотрению текущих событий...
...В среду, в 11(?) час. утра, я получил телефонограмму о прибытии на срочное заседание Вр. Правительства...

...В 7 час. веч. Н. М. Кишкину в штабе было предъявлено двумя матросами письменное требование за подписью Антонова о сдаче Временного Правительства и о разоружении караула. В требовании было указание, что все орудия «Авроры» и Петропавловской крепости направлены на Зимний дворец. На размышление было дано 25 минут...
(Из описанного далее им события, к двум часам ночи следующего дня было окончательное взятие большевиками Зимнего дворца. Затем...)

...Антонов именем революционного комитета объявил всех арестованными и начал переписывать присутствовавших. Первым записался мин. Коновалов, затем Кишкин и др. Спрашивали о Керенском, но его во дворце не оказалось...
...Стали разводить по камерам Трубецкого бастиона, каждого в одиночку. Меня посадили в камеру № 39, рядом со мной посадили Карташева. Помещение сырое и холодное. Таким образом провели ночь...
...День прошел без приключений...

...В третьем часу ночи меня разбудили вошедшие в камеру несколько военных. Мне объявили, что по постановлению 2 съезда Советов я и Салазкин освобождены под домашний арест...— Интервью отпечатано в газете «Дело народа» за № 193 от 29 октября 1917 года.

## Людские потери
О потерях сторон точных данных нет. В отдельном источнике указано, что погибли шестеро солдат и одна ударница.

## Разграбление дворца. Вандализм
Того факта, что хулиганствующие элементы из числа штурмовавших грабили Зимний дворец, не отрицали даже мемуаристы-большевики и советские историки. Грабёж происходил как во время штурма, так и в дни после него, когда, как писал очевидец событий американский журналист Джон Рид, «некоторые люди из числа всех вообще граждан, которым на протяжении нескольких дней по занятии дворца разрешалось беспрепятственно бродить по его комнатам,…крали и уносили с собой столовое серебро, часы, постельные принадлежности, зеркала, фарфоровые вазы и камни средней ценности». В попытке грабежа, по словам этого же журналиста, были уличены и некоторые из защитников Зимнего дворца. Новые власти пытались остановить разграбление, но тщетно.
Через 5 дней после штурма специальная комиссия Городской думы произвела обследование разгрома Зимнего дворца и установила, что в смысле ценных художественных предметов искусства дворец потерял, но немного. В тех местах, где проходили грабители, комиссия столкнулась с картинами настоящего вандализма: у портретов были проколоты глаза, с кресел были срезаны кожаные сиденья, дубовые ящики с ценным фарфором были пробиты штыками, ценнейшие иконы, книги, миниатюры и т. п. были разбросаны по полу дворца. Комиссия оценила ущерб, нанесённый Зимнему дворцу грабежом и вандализмом, в 50 тысяч рублей. Часть предметов позднее удалось вернуть — они были найдены у перекупщиков, на базарах и у иностранцев, покидающих Россию.
Была также разграблена квартира директора Эрмитажа Д. Толстого.
В винный погреб, представлявший собой ценность в несколько миллионов золотых рублей, на первых порах грабителям проникнуть не удалось, но все попытки его замуровать также оказались безуспешны. Содержание винных подвалов начали уничтожать ружейным огнём. Это привело к тому, что солдаты, охранявшие дворец, опасаясь, что большевики уничтожат всё вино, захватили его вторично и устроили настоящий погром в винных подвалах. Троцкий вспоминал: «Вино стекало по каналам в Неву, пропитывая снег, пропойцы лакали прямо из канав». Чтобы пресечь бесконтрольное разграбление вина, ВРК вынужден был пообещать ежедневно выдавать представителям воинских частей спиртное из расчёта по две бутылки на солдата в день.

## Эксцессы и насилие
После захвата Зимнего дворца стали распространяться слухи, что над захваченными в плен юнкерами и офицерами издевались, пытали и убивали; что женщины из ударного батальона были изнасилованы, а некоторые и убиты. Подобные утверждения были сделаны в антибольшевистской прессе, в дневниках и воспоминаниях современников. Официальные органы большевиков и часть участников событий с обеих сторон подобные утверждения отвергали. В исторической литературе подобные слухи расцениваются как недостоверные. Трудно сказать, насколько точна была эта информация, однако, как установила специально созданная комиссия Петроградской городской думы, три ударницы были изнасилованы, хотя, возможно, немногие отважились признаться в этом, одна покончила с собой.

Городская дума назначила для расследования дела особую комиссию. 16 (3) ноября эта комиссия вернулась из Левашова, где квартировал женский батальон. … член комиссии — д-р Мандельбаум сухо засвидетельствовал, что из окон Зимнего дворца не было выброшено ни одной женщины, что изнасилованы были трое и что самоубийством покончила одна, причём она оставила записку, в которой пишет, что «разочаровалась» в своих идеалах.— Джон Рид, «10 дней, которые…», 1957, с. 289
Историк Мельгунов в монографии «Как большевики захватили власть» соглашается с утверждением Л. Троцкого, что расстрелов не было и быть не могло; по мнению историка В. Т. Логинова, сразу после взятия Зимнего дворца «началась „информационная война“, нагнетавшая атмосферу общего психоза и конфронтации», он пишет о недостоверности сообщений о расстрелах и изнасилованиях.

## Реконструкции «штурма Зимнего»
7 ноября 1920 года в честь трёхлетия революции была организована массовая постановка «Взятие Зимнего дворца» (организатор — музыкант Д. Темкин, главный режиссёр — Евреинов).

## Штурм Зимнего дворца в кино
Штурм Зимнего дворца показан во многих фильмах. Среди них:
- Октябрь — Сергей Эйзенштейн, 1927.
- Конец Санкт-Петербурга — Всеволод Пудовкин, 1927.
- Ленин в Октябре (фильм) — Михаил Ромм, 1937. Перемонтировался и редактировался в 1956 и 1963.
- Последние часы — Михаил Игнатов, 1967.
- Красные — Уоррен Битти, 1981.
- Красные колокола. Фильм 2. Я видел рождение нового мира — Сергей Бондарчук, 1982.
- Тихий Дон (вторая серия) — Сергей Герасимов, 1958.
- Осечка, 5 канал, 1993.
- Штурм Зимнего. Опровержение — документальный фильм, 2007.

## Штурм Зимнего дворца в изобразительном искусстве
- «Зимний взят!» — картина советского художника Владимира Серова, созданная в 1954 году.

### Научные исследования
- Логинов В. Т. Глава 5. Восстание // Неизвестный Ленин. — М.: Эксмо: Алгоритм, 2010. — С. 456−574. — ISBN 978-5-699-41148-1..
- Мельгунов С. П. Как большевики захватили власть. — Париж: La Renaissance, 1953;
Мельгунов С. П. Как большевики захватили власть. «Золотой немецкий ключ» к большевистской революции / предисл. Ю. Н. Емельянова — М.: Айрис-пресс, 2005. — ISBN 5-8112-1311-5; 2007. — ISBN 978-5-8112-2904-8. — 640 с.+вклейка 16 с. — (Белая Россия).
- Пушкарёв С. Г. Ленин и Россия. Сборник статей. — 1-е. — Франкфурт-на-Майне: Посев, 1976.

### Воспоминания
- Рид, Джон. Десять дней, которые потрясли мир. — М.: Государственное издательство политической литературы, 1957.
- Троцкий Л. Д. Октябрьская революция. — Троцкий о штурме Зимнего.
- Синегуб А. Защита Зимнего дворца
- Малянтович П. Н. В Зимнем Дворце 25−26 октября 1917 года.